# Callidium schotti
Callidium schotti är en skalbaggsart som beskrevs av Schaeffer 1917. Callidium schotti ingår i släktet Callidium och familjen långhorningar. Inga underarter finns listade.